# Pierre Sotura
Pierre Sotura (né à Saint-Maurice le 18 juillet 1930) est un dirigeant du Parti communiste français.

## Biographie
Ouvrier ébéniste, il adhère aux Jeunesses communistes en août 1944 et au PCF en janvier 1947. Il est également rédacteur à l’Avant-Garde. Il devient membre du comité central du PCF, secrétaire de la fédération Seine-Ouest puis Hauts-de-Seine et maire de l'Île-Saint-Denis (1965-1971). Il a été conseiller général du canton de Colombes-Nord-Ouest (92) de 1973 à 2004.
Membre du comité central depuis 1970, il y siège jusqu'en 1996 et exerce la fonction de trésorier du PCF vers 1982-1990.